# Alvin és a mókusok kalandjai Frankensteinnel
Az Alvin és a mókusok kalandjai Frankensteinnel (eredeti cím: Alvin and the Chipmunks Meet Frankenstein) 1999-ben megjelent amerikai zenés 2D-s számítógépes animációs film, amely azonos című televíziós rajzfilmsorozat alapján készült. A forgatókönyvet John Loy írta, az animációs film rendezője és producere Kathi Castillo volt, a zenéjét Mark Watters szerezte. Az Universal Cartoon Studios készítette, az Universal Studios Home Video forgalmazta.
Amerikában 1999. szeptember 28-án, Magyarországon 2000. szeptember 13-án adták ki VHS-en.

## Szereplők
| Szereplő              | Eredeti hang             | Magyar hang         |
| --------------------- | ------------------------ | ------------------- |
| Dave Seville          | Ross Bagdasarian, Jr.    | Megyeri János       |
| Alvin                 | Ross Bagdasarian, Jr.    | Bolba Tamás         |
| Simon                 | Ross Bagdasarian, Jr.    | Csankó Zoltán       |
| Theodor               | Janice Karman            | Vincze Gábor Péter  |
| Mr. Yesman            | Jim Meskimen             | Kálloy Molnár Péter |
| Dr. Frankenstein      | Michael Bell             | Dunai Tamás         |
| Frankie, a szörny     | Frank Welker             | saját hangján       |
| Sam, a mókus          | Frank Welker             | Markovics Tamás     |
| Ms. Beatrice Miller   | Mary Kay Bergman         | Bókai Mária         |
| Anya                  | Mary Kay Bergman         | Biró Anikó          |
| Fiú                   | Susan Boyd               | Czető Roland        |
| Phil, az idegenvezető | Dee Bradley Baker        | Hamvas Dániel       |
| Bud Wiley             | Kevin Michael Richardson | Mikula Sándor       |
| Testőr                | Kevin Michael Richardson | Hegedűs Miklós      |

## Betétdalok
- Things out There
- If A Monster Came In Our Room
- If You Wanna Have Friends
- Dem Bones

## Televíziós megjelenések
TV2, Mozi+, Kiwi TV